# Łukasz Piszczek
Łukasz „Piszczu“ Piszczek [ˈwukaʃ ˈpiʃtʃɛk] (* 3. Juni 1985 in Czechowice-Dziedzice) ist ein polnischer Fußballspieler sowie -trainer. Nach Robert Lewandowski ist Piszczek der Pole mit den zweitmeisten Bundesliga-Partien.

## Spielerkarriere

### Vereine
Piszczek wurde 1985 in Czechowice-Dziedzice in der Woiwodschaft Katowice geboren und begann im Alter von sieben Jahren bei LKS Goczałkowice-Zdrój, wo sein Vater Trainer war, mit dem Fußballspielen. 2001 wechselte er in die Jugendabteilung von Gwarek Zabrze und wurde 2003 mit der Mannschaft polnischer A-Jugend-Meister.

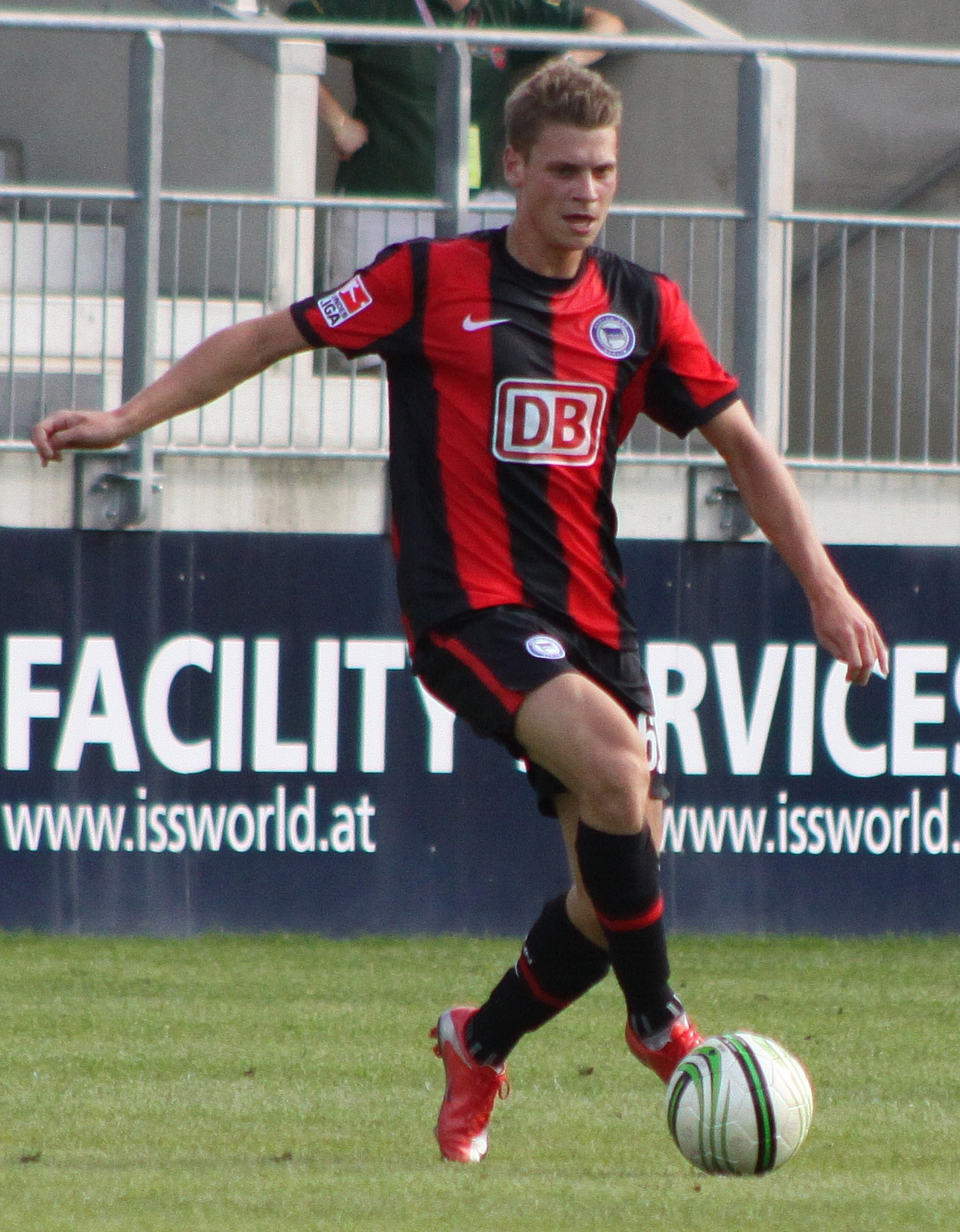
Piszczek im Trikot der Hertha (2009)

Zu dieser Zeit wurden die Verantwortlichen von Hertha BSC auf Piszczek aufmerksam und verpflichteten ihn im Jahr 2004. Die Berliner liehen ihn zur Saison 2004/05 zunächst an den polnischen Erstligisten Zagłębie Lubin aus, bei dem er sich mit der Zeit zum Stammspieler entwickelte. In Lubin wurde Piszczek anfangs als Stürmer eingesetzt.
2006 erreichte er mit dem Team das Finale um den nationalen Pokal, verlor dort mit ihm aber gegen Wisła Płock mit 2:3 und 1:3. Er kam dabei in beiden Partien zum Einsatz. Mit Lubin gewann der Pole 2007 die polnische Meisterschaft, die insgesamt zweite des Klubs. Zur Saison 2007/08 kehrte Piszczek dann nach Berlin zurück.
Er kam bei Hertha sowohl als Stürmer als auch auf der linken Außenbahn im Mittelfeld zum Einsatz. In der Saison 2007/08 absolvierte er zwölf Partien von Beginn an, in zwölf weiteren wurde er eingewechselt. Sein Debüt in der höchsten deutschen Spielklasse hatte Piszczek am 1. Spieltag der Spielzeit gegen Eintracht Frankfurt, wo er in der Startformation stand, gegeben. In der Folge wurde der Pole auf wechselnden Offensivspositionen eingesetzt und konnte sich fünf Scorerpunkte verdienen, unter anderem am 30. Spieltag, als er gegen Hannover 96 sein erstes Bundesligator schoss. In der Folgesaison war er ein halbes Jahr lang verletzt und kam auf insgesamt 13 Einsätze. Am Ende der Spielzeit wurde Piszczek von Cheftrainer Lucien Favre mehrmals anstelle von Marc Stein, der nach links wechselte, als rechter Verteidiger eingesetzt. In der Saison 2009/10 gehörte Piszczek neben Torhüter Jaroslav Drobný, Kapitän Arne Friedrich und den Brasilianern Cicero und Raffael zum Stammpersonal der Berliner. Während man in der Europa League bis in die Zwischenrunde gekommen war, stieg man in der heimischen Liga kurioserweise als Tabellenletzter ab.

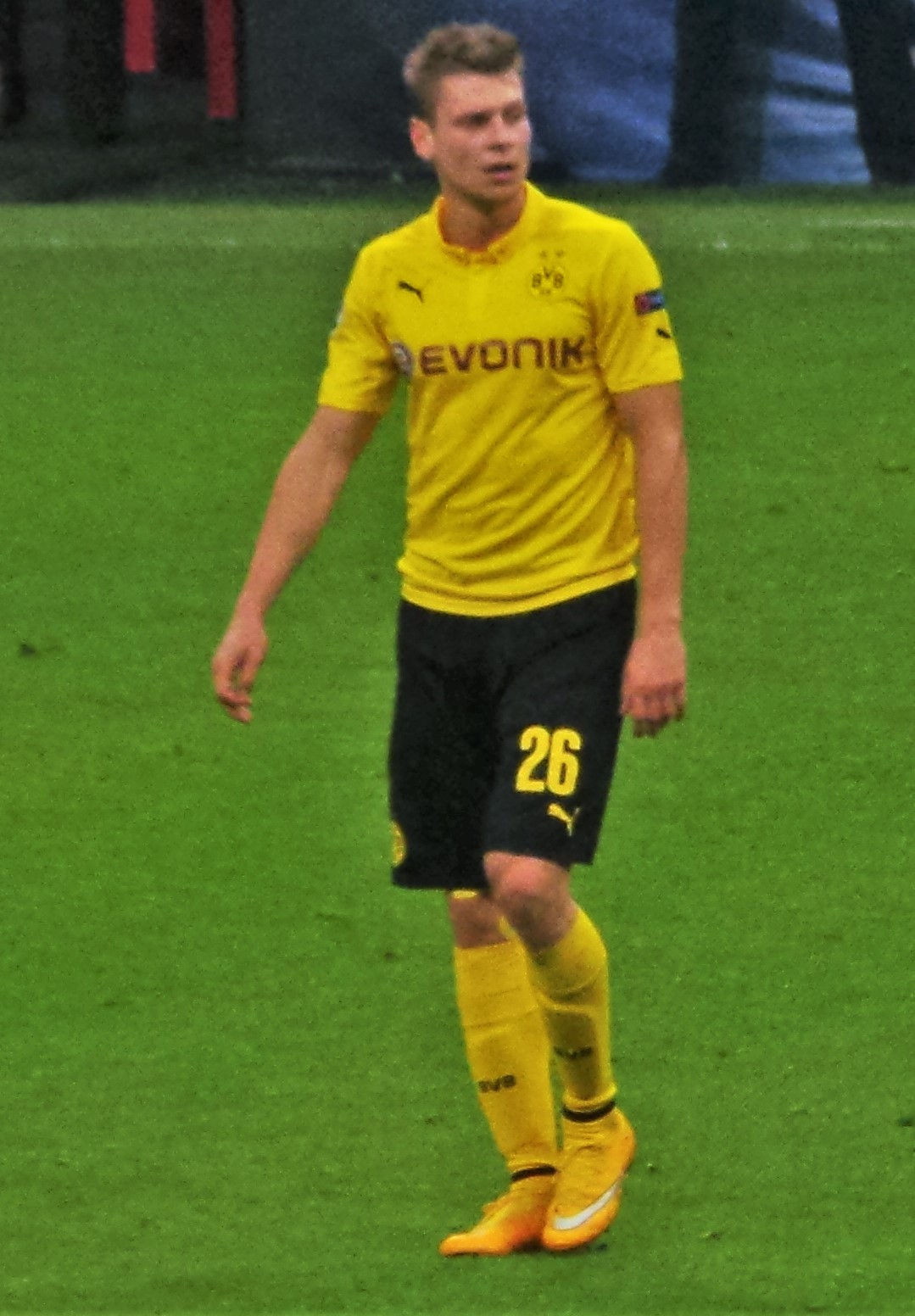
Piszczek in Dortmund (2014)

Zur Saison 2010/11 verließ Piszczek die in die 2. Liga abgestiegene Hertha und wechselte ablösefrei zu Borussia Dortmund. Hier entwickelte er sich durch eine Verletzung des Stamm-Rechtsverteidigers Patrick Owomoyela bald zur festen Größe auf dieser Position und zu einem der offensivstärksten Außenverteidiger der Bundesliga. Mit der Borussia wurde er bereits in seiner ersten Spielzeit sowie 2012 unter Cheftrainer Jürgen Klopp Deutscher Meister, es folgten drei Siege im DFB-Pokal sowie im Supercup. In der Spielzeit 2012/13 konnte der Verteidiger 12 Assists beisteuern und so einen persönlichen Bestwert aufstellen. Mit lediglich einer Niederlage gelangte der Pole mit Dortmund im Frühjahr 2013 bis ins Endspiel der Champions League, das aber Ligakonkurrent Bayern München für sich entschied. Seinen ursprünglich 2019 auslaufenden Vertrag beim BVB verlängerte Piszczek am 13. März 2018 um ein weiteres Jahr bis zum Ende der Saison 2019/20.
Beim 0:0 gegen den FC Brügge am 28. November 2018 zog der Pole mit seinem 45. Einsatz in der UEFA Champions League am bisherigen Dortmunder Rekordhalter Stefan Reuter (44 Einsätze) vorbei.
Im August 2019 gewann der Verteidiger seinen siebten Titel mit dem Verein, als der Doublesieger der Vorsaison, der FC Bayern München, mit 2:0 im DFL-Supercup besiegt wurde. Beim 3:0 über den VfL Wolfsburg am 10. Spieltag der Saison 2019/20 absolvierte Piszczek ebenso wie sein Landsmann und ehemaliger Mitspieler Robert Lewandowski sein 300. Bundesligaspiel. Nachdem Cheftrainer Favre zur Rückrunde auf ein 3-4-3-System umgestellt hatte, rückte Piszczek, der darüber hinaus ab Februar 2020 langfristig den verletzten Kapitän Reus im Amt vertrat, erstmals seit drei Jahren wieder auf die rein defensiv ausgerichtete Position eines Innenverteidigers. Bereits vor Saisonende einigten sich Verein und Spieler entgegen vorheriger Pläne auf eine weitere Verlängerung seines Arbeitspapiers bis Juni 2021. Im August 2020 kündigte Piszczek an, dass die Saison 2020/21 seine letzte als professioneller Fußballspieler sein wird. Von 2021 bis 2024 spielte er beim LKS Goczałkowice-Zdrój in der polnischen 4. Liga. Seit 2025 spielt er wieder beim LKS Goczałkowice-Zdrój.
Beim Abschiedsspiel, das er zusammen mit Jakub Błaszczykowski präsentiert, wird er ein letztes Mal für den BVB mit einigen weiteren Legenden auflaufen.

### Nationalmannschaft

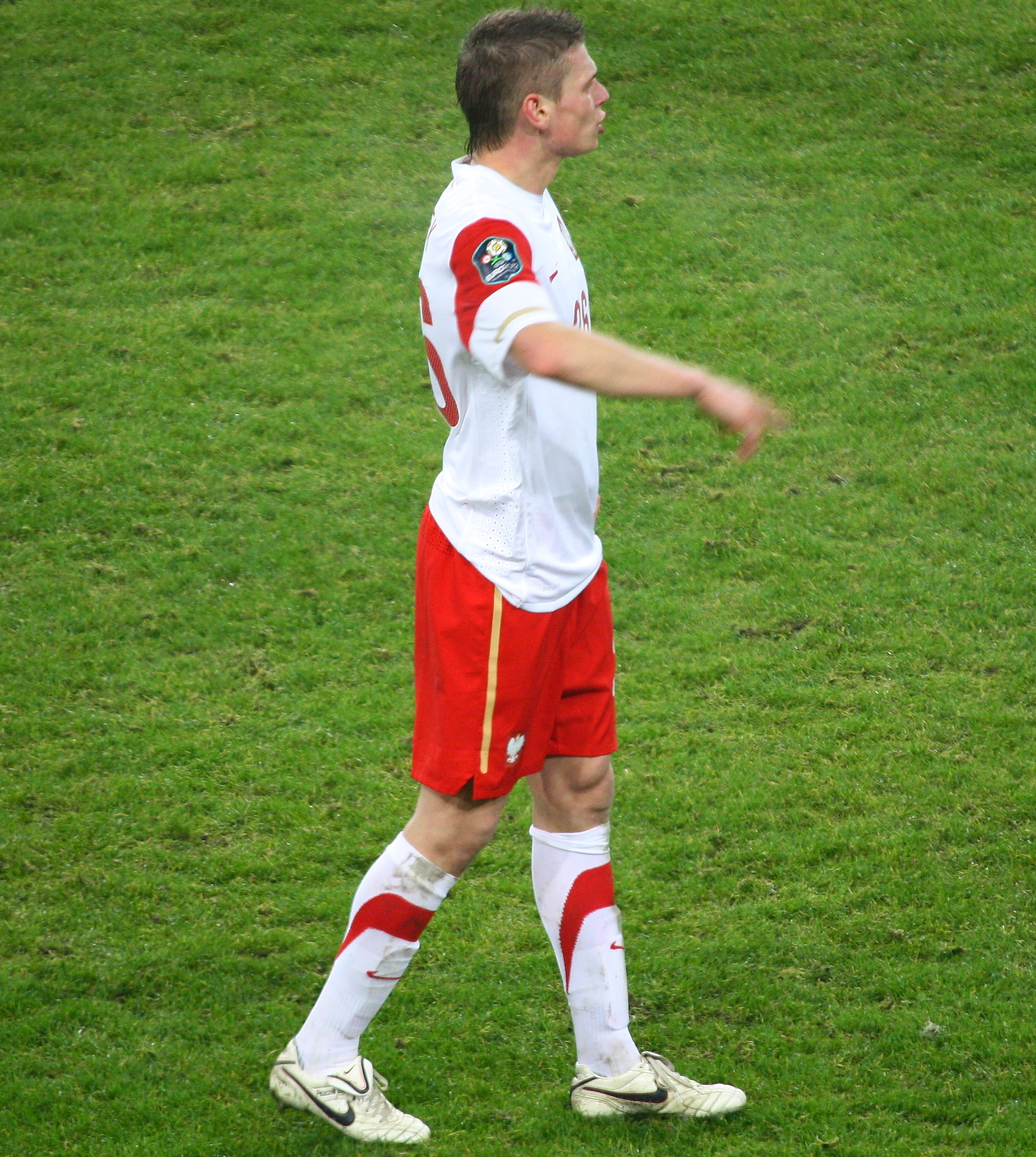
Piszczek in der Nationalmannschaft

Am 3. Februar 2007 gab Łukasz Piszczek gegen Estland sein Debüt für die polnische A-Nationalmannschaft. Wenige Tage vor Beginn der Fußball-Europameisterschaft 2008 rückte er an Stelle von Jakub Błaszczykowski, der aufgrund einer Oberschenkelverletzung im Training ausfiel, in den Kader der polnischen Nationalmannschaft nach. Er kam in der ersten Partie gegen Deutschland als Einwechselspieler zum Einsatz, fiel anschließend allerdings auf Grund einer Verletzung aus.
Im selben Jahr machte er noch zwei Spiele in der WM-Qualifikation, dann fiel er aufgrund mehrerer Verletzungen aus dem Kader und wurde erst 2010 wieder berücksichtigt. Schnell spielte er sich wieder in die Stammmannschaft und bei der Europameisterschaft 2012 im eigenen Land war er in allen drei Spielen als rechter Verteidiger gesetzt. 2013 stoppte ihn dann erneut eine langwierige Verletzung. Bei seiner Rückkehr ins Team am 5. März 2014 im Freundschaftsspiel gegen Schottland übernahm er einmalig die Kapitänsbinde.
In der erfolgreichen Qualifikation für die Fußball-Europameisterschaft 2016 in Frankreich bestritt Piszczek 7 der 10 Pflichtspiele und wurde danach ins EM-Aufgebot Polens aufgenommen und gehörte in den ersten beiden Spielen gegen Nordirland und gegen Deutschland zur Stammelf. Nachdem sich das Team vorzeitig für die K.-o.-Runden qualifiziert hatte, blieb er im letzten Gruppenspiel auf der Bank. Im Achtel- und Viertelfinale spielte er dann aber wieder jeweils über volle 120 Minuten. Gegen die Schweiz kam Polen im Elfmeterschießen weiter, gegen Portugal schied die Mannschaft im Elfmeterschießen aus. Das verlorene Viertelfinale war das 50. Länderspiel in Piszczeks Karriere.
Bei der Weltmeisterschaft 2018 in Russland gehörte er zum polnischen Aufgebot. Er wurde in zwei Gruppenspielen eingesetzt und schied mit der Mannschaft nach der Gruppenphase aus. Als Konsequenz daraus trat er im August 2018 aus der Nationalmannschaft zurück.
Piszczek gab sein Abschlussspiel am 19. November 2019 beim 3:2-Sieg der polnischen Nationalmannschaft beim EM-Qualifikationsspiel gegen Slowenien.

## Trainerkarriere
Nach Ende seines Engagements als Spielertrainer beim LKS Goczałkowice-Zdrój kehrt Piszczek zur Bundesligasaison 2024/25 zu Borussia Dortmund zurück und wurde dort Assistenztrainer seines ehemaligen Dortmunder Mitspielers Nuri Şahin. Gemeinsam mit diesem und dem weiteren Trainerstab um Ertuğrul Arslan und João Tralhão wurde Piszczek vom Verein Ende Januar 2025 freigestellt, nachdem die Mannschaft zuletzt viermal in Folge verloren hatte und in der Bundesliga bis auf Rang 10 abgerutscht war.

## Titel und Auszeichnungen
Borussia Dortmund
- Deutscher Meister (2): 2011, 2012
- Deutscher Pokalsieger (3): 2012, 2017, 2021
- Deutscher Supercupsieger (2): 2014, 2019

Zagłębie Lubin
- Polnischer Meister: 2007

Auszeichnungen
- Torschützenkönig der U19-Europameisterschaft: 2004 (mit Ali Öztürk)
- Mitglied der VDV 11 (1): 2011/12
- Mannschaft des Jahres (1): 2011 (als Mitglied von Borussia Dortmund)

## Sonstiges
Im Sommer 2019 wurde seine BVB-Akademie Łukasz Piszczek genannte Kinder- und Jugendfußballschule in Goczałkowice-Zdrój, wo er aufwuchs, eröffnet. Sie ist ein Kooperationsprojekt seines Vereins Borussia Dortmund und seiner eigenen Stiftung.
In der Saison 2020/21 stellte Piszczek einen neuen Bundesliga-Rekord auf. Alle elf Bundesliga-Spiele, in denen der Pole für den BVB zum Einsatz kam, wurden gewonnen – den bisherigen Rekord teilten sich drei Bundesliga-Spieler, die neunmal in einer Saison zum Einsatz kamen und alle neun Spiele gewonnen hatten.

## Beteiligung an Spielmanipulationen
Im letzten Spiel der Saison 2005/06 benötigte der polnische Fußballverein Zagłębie Lubin bei Cracovia ein Unentschieden, um sich für den UEFA-Cup zu qualifizieren. Deshalb hatte die Mannschaft ein 0:0 für rund 25.000 Euro erkauft. Piszczek zeigte sich wegen seiner Beteiligung vier Jahre später bei der Staatsanwaltschaft in Breslau selbst an. Im Juni 2011 verurteilte ihn das Bezirksgericht in Breslau hierfür zu einer Haftstrafe von einem Jahr auf Bewährung und einer Geldstrafe von rund 25.000 Euro.